# فاليري مزراحي
فاليري مزراحي (بالإنجليزية: Valerie Mizrahi) هي أحيائية جنوب أفريقية، ولدت في 1958 في هراري في زيمبابوي.